# کتابخانه زالوسکی
کتابخانه زالوسکی (به لاتین: Załuski Library) یک کتابخانه عمومی در لهستان است که در شرودمیشچیه (ورشو) واقع شده است. این کتابخانه در سال ۱۷۴۷ توسط جوزف آندره زالوسکی و برادرش، آندری استانیسلاو زالوسکی، هر دو اسقف کاتولیک رومی بودند تأسیس شد، در ابتدا یک کتابخانه عمومی بود که پس از تأسیس آن ملی شد و نام آن به نام خود تغییر یافت.